# Wallstein Verlag
Der Wallstein Verlag ist ein seit 1986 bestehender Buchverlag mit Sitz in Göttingen. Der Name Wallstein ist ein Silbenwort aus den Namen seiner Gründer Thedel von Wallmoden und Dirk und Frank Steinhoff.

## Geschichte

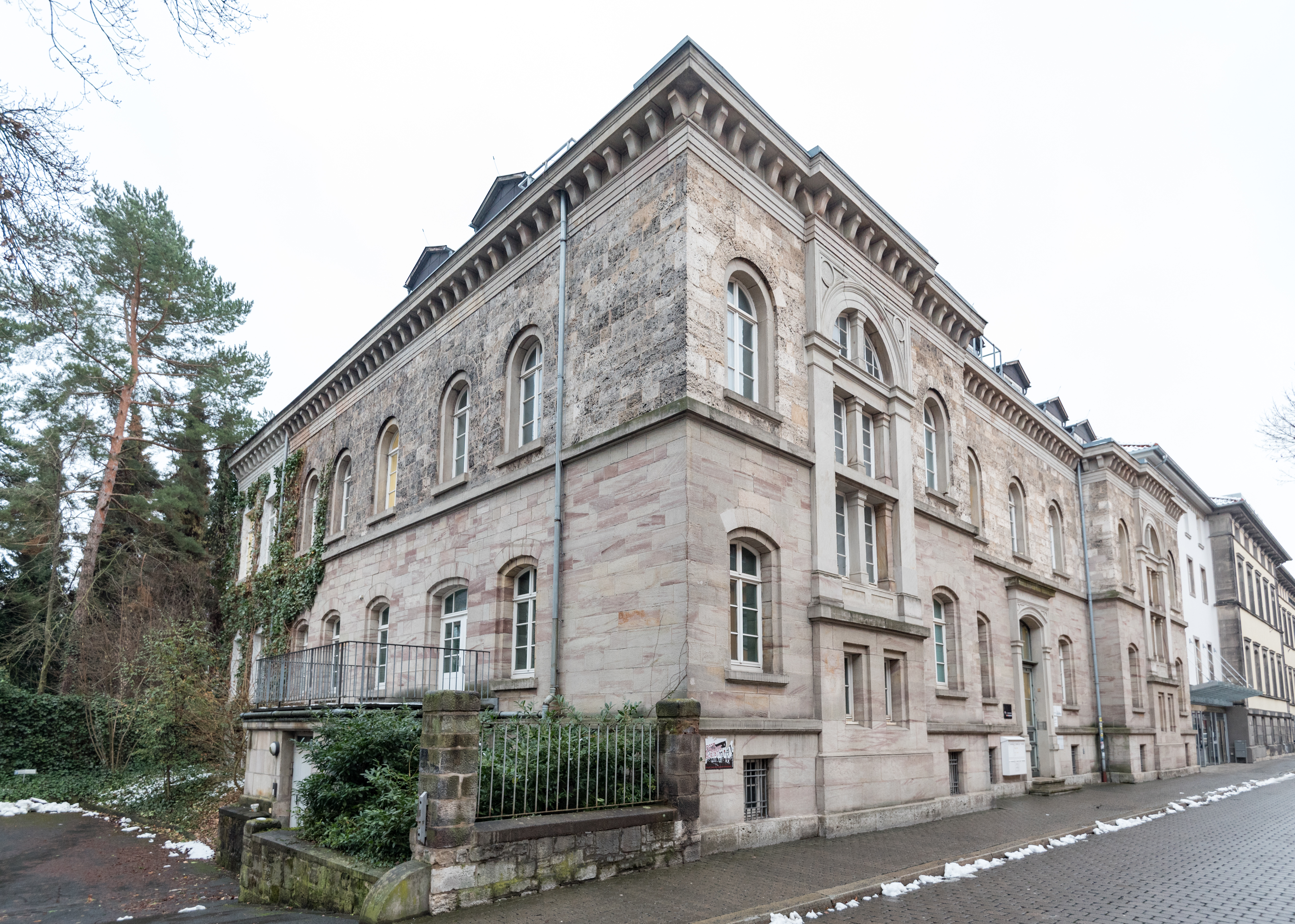
Verlagssitz in der Göttinger Geiststraße 11

Der Wallstein Verlag wurde 1986 von Thedel von Wallmoden und den Brüdern Dirk und Frank Steinhoff in Göttingen mit 50.000 DM Startkapital gegründet. Die Gründer, die sich aus der Schule kannten, begannen mit der Herausgabe eines studentischen Kneipenführers.
Zwei Jahre später startete das erste Buchprogramm mit dem Briefwechsel zwischen Gottfried August Bürger und seinem Verleger Johann Christian Dieterich. 1992 verließen die Brüder Steinhoff die GmbH, woraufhin Markus Ciupke als neuer Teilhaber der Verlagsgesellschaft beitrat. 2004 übernahm zudem Thorsten Ahrend, vormals Lektor beim Suhrkamp Verlag, Geschäftsanteile. Seit 2013 ist Nikola Medenwald Mitglied der Geschäftsleitung.
Neben den drei Gesellschaftern sind derzeit 22 feste Mitarbeiter (davon sechs in Teilzeit) im Wallstein Verlag beschäftigt. Im Programm erscheinen jährlich circa 130 Bücher mit einem ungefähren Jahresumsatz von 2 Millionen Euro. Die Entwicklung des Verlags geht vor allem auf den Überraschungserfolg von Ruth Klügers Autobiographie weiter leben – eine Jugend von 1992 zurück. Weitere Erfolge waren unter anderem die Briefe Gottfried Benns an Ursula Ziebarth (Hernach), Carl Zuckmayers Geheimreport und sein Deutschlandbericht, Michael Hagners Geniale Gehirne sowie Maja Haderlaps Engel des Vergessens, welches 2011 den Ingeborg-Bachmann-Preis erhielt.
2018 wurde Konstanz University Press ein Imprint des Verlags (zuvor Fink).
Zum 1. Januar 2028 soll der Wallstein Verlag die Hamburger Edition als Imprint übernehmen.

## Das Programm
Im Zentrum des wissenschaftlichen Buchprogramms stehen Bücher aus den Bereichen Literaturwissenschaft, Philosophie und Geschichte. Der thematische Fokus, der sich in den Anfangsjahren hauptsächlich auf die Literatur- und Geistesgeschichte des 18. Jahrhunderts (Aufklärung und Goethezeit) konzentrierte, hat sich mittlerweile auf Veröffentlichungen aus einem breiten wissenschaftlichen Spektrum ausgedehnt: Besonderes Augenmerk liegt heute auf der Zeitgeschichte, der Erforschung des Nationalsozialismus, des Völkermordes an den europäischen Juden und der frühen Bundesrepublik. In den letzten Jahren ist zudem die Wissenschaftsgeschichte mit sehr erfolgreichen Veröffentlichungen (z. B. von Michael Hagner und Hans-Jörg Rheinberger) hinzugekommen. Außerdem hat der Verlag seit seiner Gründung eine Vielzahl von kommentierten Editionen älterer Texte der deutschen Literatur vorgelegt, darunter Werkausgaben von Barthold Heinrich Brockes, Johann Wilhelm Ludwig Gleim, Ludwig Christoph Heinrich Hölty, Johann Heinrich Voß und Friedrich Rückert. Daneben stehen Editionen mit Texten des 20. Jahrhunderts, etwa eine Ausgabe der Tagebücher von Thea Sternheim, Werkausgaben von Hugo Ball, Nicolas Born, Albert Ehrenstein, Siegfried Jacobsohn, Gertrud Kolmar, Hans Wollschläger und Jakob van Hoddis, Nachlasspublikationen von Carl Zuckmayer wie der Geheimreport oder Briefeditionen von Rainer Maria Rilke, Gottfried Benn, Arthur Schnitzler und Karl Kraus. Seit 2007 erscheint bei Wallstein eine Werkausgabe von Stefan Andres. Im Verlag erscheint außerdem die Literaturzeitschrift die horen.
Seit dem Erfolg von Ruth Klügers Autobiographie sind zunehmend auch Bücher von zeitgenössischen Autoren erschienen. Mit dem Eintritt von Thorsten Ahrend als Lektor und Gesellschafter wird das literarische Programm von Wallstein seit 2005 verstärkt ausgebaut. Neben der Wiederauflage von Autoren wie Fred Wander, Adolf Endler und Hermann Peter Piwitt setzt der Verlag mit Dea Loher, Angelika Overath, Lukas Bärfuss, Safiye Can, Gregor Sander, Jörg Albrecht, Maja Haderlap, Anna Baar und Ulf Erdmann Ziegler auch Akzente auf die Gegenwartsliteratur.

## Der Satzbetrieb
Im Auftrag anderer Verlage übernimmt Wallstein Satz, Gestaltung und redaktionelle Arbeiten und bietet Druckvorlagenerstellung oder Gesamtproduktion an. 2004 wurden fünf Prozent des Jahresumsatzes von zwei Millionen Euro mit Fremdaufträgen erwirtschaftet.

## Preise
- 1996 wurde der Wallstein Verlag mit dem erstmals vergebenen Niedersächsischen Verlagspreis ausgezeichnet.
- 2002 erhielt er einen Preis als familienfreundlichster Betrieb in der Region.
- 2013 erhielt er den Kurt Wolff Preis der Kurt Wolff Stiftung.
- 2020[6] und 2023[7] wurde der Verlag mit dem Deutschen Verlagspreis in der undotierten Kategorie (für Verlage deren durchschnittlicher Jahresumsatz über drei Millionen Euro lag) ausgezeichnet.

Der Verlag stiftet den mit 2.000 Euro dotierten Wallstein-Preis der Akademie der Wissenschaften zu Göttingen, der an jüngere Geisteswissenschaftler ohne Lehramtsstudium vergeben wird. Jährlich fördert Wallstein aus seinem Gewinn eine soziale Maßnahme im In- und Ausland wie etwa die Göttinger Tafel oder Straßenkinderprojekte in Lateinamerika. Außerdem ist der Verlag Zustifter der Kurt-Wolff-Stiftung, die sich seit ihrer Gründung 2000 für die Förderung einer vielfältigen Verlags- und Literaturszene engagiert.

## Kooperationspartner und Institutionen
Viele wissenschaftliche Publikationen des Wallstein Verlags entstehen in Zusammenarbeit mit Institutionen, beziehungsweise werden von diesen in Auftrag gegeben. Zu diesen Partnern gehören unter anderem:
- die Akademie der Wissenschaften zu Göttingen
- die Arbeitsstelle Holocaustliteratur, Gießen
- die Akademie der Wissenschaften und der Literatur, Mainz
- das Bonstettiana-Archiv
- die Deutsche Akademie für Sprache und Dichtung in Darmstadt
- die Deutsche Gesellschaft für die Erforschung des achtzehnten Jahrhunderts
- das Deutsche Literaturarchiv, Marbach
- das Forschungsinstitut für Philosophie Hannover
- die Forschungsstelle für Zeitgeschichte in Hamburg
- das Gleimhaus Halberstadt
- die Hamburgische Wissenschaftliche Stiftung
- das Institut für die Geschichte der deutschen Juden, Hamburg
- das Kulturwissenschaftliche Institut in Essen
- die Lessing-Akademie in Wolfenbüttel
- die Lessing Society in Cincinnati, Ohio
- das Max-Planck-Institut zur Erforschung multireligiöser und multiethnischer Gesellschaften in Göttingen
- das Minerva Institut für Deutsche Geschichte in Tel Aviv
- die Rückert-Gesellschaft e. V.
- die Stiftung Gedenkstätten Buchenwald und Mittelbau-Dora
- die Stiftung Genshagen
- und die Gedenkstätte Yad Vashem